# Aldfield
Aldfield is een civil parish in het bestuurlijke gebied Harrogate, in het Engelse graafschap North Yorkshire.